# Марійські Ключики
Марі́йські Клю́чики (рос. Марийский Ключики) — село у складі Красноуфімського міського округу (Натальїнськ) Свердловської області.
Населення — 452 особи (2010, 536 у 2002).
Національний склад станом на 2002 рік: марійці — 73 %.